# Alopecosa moriutii
Alopecosa moriutii este o specie de păianjeni din genul Alopecosa, familia Lycosidae, descrisă de Tanaka, 1985. Conform Catalogue of Life specia Alopecosa moriutii nu are subspecii cunoscute.